# 東臼杵郡

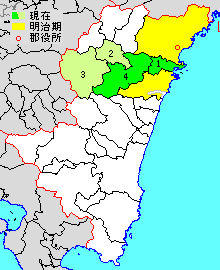
宮崎県東臼杵郡の位置（1.門川町 2.諸塚村 3.椎葉村 4.美郷町 薄緑：後に他郡から編入した区域）

東臼杵郡（ひがしうすきぐん）は、宮崎県の郡。
人口24,148人、面積1,294.09km²、人口密度18.7人/km²。（2025年2月1日、推計人口）
以下の2町2村を含む。
- 門川町（かどがわちょう）
- 諸塚村（もろつかそん）
- 椎葉村（しいばそん）
- 美郷町（みさとちょう）

## 郡域
明治17年（1884年）に行政区画として発足した当時の郡域は、下記の区域にあたる。
- 延岡市の全域
- 日向市の大部分（美々津町を除く）
- 門川町・美郷町の全域

## 歴史

### 郡発足までの沿革
- 「旧高旧領取調帳」に記載されている明治初年時点での、臼杵郡のうち後の本郡域の支配は以下の通り。（3町53村）

| 知行   | 知行       | 村数     | 村名 |
| ------ | ---------- | -------- | --- |
| 幕府領 | 西国筋郡代 | 1町 5村  | 細島町、富高村、日知屋村、財光寺村、平岩村、塩見村 |
| 藩領   | 日向延岡藩 | 2町 47村 | 延岡城下、山陰村、八重原迫野内村、坪谷村、下三ヶ村、水清谷村、神門村、鬼神野村、上渡川村、中渡川村、田代村、立石村、小原村、山三ヶ村、宇納間村、門川尾末村、川内村、黒木村、入下村、庵川村、加草村、岡富村、祝子村、粟野名村、稲葉崎村、大武町、川島村、長井村、川内名村、三川内村、宮野浦村、市振村、古江村、熊ノ江村、島野浦村、須怒江村、浦尻村、北方村、南方村、恒富村、出北村、大貫村、三須村、三輪村、伊福形村、櫛津土々呂村、鯛名村、赤水村、方財島村 |
| 藩領   | 日向高鍋藩 | 1村      | 幸脇村 |

- 慶応4年
  - 閏4月25日（1868年6月15日） - 幕府領が富高県の管轄となる。
  - 8月17日（1868年10月2日） - 富高県の管轄区域が日田県の管轄となる。
- 明治4年
  - 2月 - 領知替えにより、日田県の管轄地域が延岡藩領となる。
  - 7月14日（1871年8月29日） - 廃藩置県により、延岡県、高鍋県の管轄となる。
  - 11月14日（1871年12月25日） - 第1次府県統合により美々津県の管轄となる。
- 明治6年（1873年）1月15日 - 全域が宮崎県（第1次）の管轄となる。
- 明治9年（1876年）8月21日 - 第2次府県統合により鹿児島県の管轄となる。
- 明治10年（1867年） - 向山村が改称して不土野村となる。
- 明治12年（1879年）2月17日 - 郡区町村編制法の鹿児島県での施行により、行政区画としての臼杵郡が発足。郡役所が延岡に設置。
- 明治16年（1883年）5月9日 - 宮崎県（第2次）の管轄となる。

### 郡発足以降の沿革
- 明治17年（1884年）1月26日 - 臼杵郡のうち延岡ほか3町53村の区域をもって東臼杵郡が発足。郡役所が岡富村に設置。

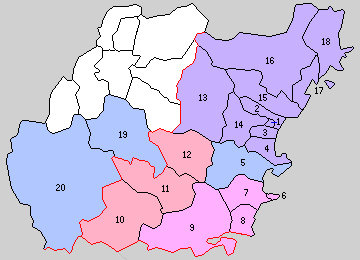
1.延岡町 2.岡富村 3.恒富村 4.伊形村 5.門川村 6.細島町 7.富高村 8.岩脇村 9.東郷村 10.南郷村 11.西郷村 12.北郷村 13.北方村 14.南方村 15.東海村 16.北川村 17.南浦村 18.北浦村（紫：延岡市 桃：日向市 赤：美郷町 青：合併なし）

- 明治22年（1889年）5月1日 - 町村制の施行により、以下の町村が発足。（2町16村）
  - 延岡町 ← 延岡城下[5]、岡富村［船倉町］（現・延岡市）
  - 岡富村 ← 岡富村［船倉町を除く］、方財島村（現・延岡市）
  - 恒富村 ← 三須村、恒富村、出北村（現・延岡市）
  - 伊形村 ← 赤水村、鯛名村、櫛津土々呂村、伊福形村（現・延岡市）
  - 門川村 ← 門川尾末村、川内村、加草村、庵川村（現・門川町）
  - 細島町（単独町制。現・日向市）
  - 富高村 ← 財光寺村、塩見村、富高村、日知屋村（現・日向市）
  - 岩脇村 ← 幸脇村、平岩村（現・日向市）
  - 東郷村 ← 山陰村、八重原迫之内村、坪谷村、下三ヶ村（現・日向市）
  - 南郷村 ← 上渡川村、中渡川村、鬼神野村、神門村、水清谷村（現・美郷町）
  - 西郷村 ← 山三ヶ村、小原村、田代村、立石村（現・美郷町）
  - 北郷村 ← 宇納間村、入下村、黒木村（現・美郷町）
  - 北方村（単独村制。現・延岡市）
  - 南方村 ← 三輪村、南方村、大貫村（現・延岡市）
  - 東海村 ← 大武町、粟野名村、稲葉崎村、祝子村、川島村（現・延岡市）
  - 北川村 ← 川内名村、長井村（現・延岡市）
  - 南浦村 ← 浦尻村、須怒江村、熊野江村、島野浦村（現・延岡市）
  - 北浦村 ← 古江村、市振村、宮野浦村、三川内村（現・延岡市）
- 明治30年（1897年）4月1日 - 郡制を施行。
- 大正10年（1921年）10月1日 - 富高村が町制施行して富高町となる。（3町15村）
- 大正12年（1923年）4月1日 - 郡会が廃止。郡役所は存続。
- 大正15年（1926年）7月1日 - 郡役所が廃止。以降は地域区分名称となる。
- 昭和5年（1930年）4月1日 - 延岡町・岡富村・恒富村が合併し、改めて延岡町が発足。（3町13村）
- 昭和8年（1933年）2月11日 - 延岡町が市制施行して延岡市となり、郡より離脱。（2町13村）
- 昭和10年（1935年）2月11日 - 門川村が町制施行して門川町となる。（3町12村）
- 昭和11年（1936年）10月25日 - 伊形村・東海村が延岡市に編入。（3町10村）
- 昭和12年（1937年）10月1日 - 富高町・細島町が合併して富島町が発足。（2町10村）
- 昭和24年（1949年）4月1日 - 西臼杵郡諸塚村・椎葉村の所属郡が本郡に変更。（2町12村）
- 昭和26年（1951年）4月1日 - 富島町・岩脇村が合併して日向市が発足し、郡より離脱。（1町11村）
- 昭和30年（1955年）4月1日 - 南方村・南浦村が延岡市に編入。（1町9村）
- 昭和44年（1969年）4月1日 - 東郷村が町制施行して東郷町となる。（2町8村）
- 昭和45年（1970年）11月3日 - 北方村が町制施行して北方町となる。（3町7村）
- 昭和47年（1972年）11月1日（5町5村）
  - 北川村が町制施行して北川町となる。
  - 北浦村が町制施行して北浦町となる。
- 平成18年（2006年）
  - 1月1日 - 南郷村・西郷村・北郷村が合併して美郷町が発足。（6町2村）
  - 2月20日 - 北方町・北浦町が延岡市に編入。（4町2村）
  - 2月25日 - 東郷町が日向市に編入。（3町2村）
- 平成19年（2007年）3月31日 - 北川町が延岡市に編入。（2町2村）

### 変遷表
| 明治22年以前 | 明治22年5月1日  | 明治22年 - 昭和19年  | 明治22年 - 昭和19年           | 昭和20年 - 昭和29年     | 昭和30年 - 昭和63年         | 平成1年 - 現在               | 現在   |
| ------------ | --------------- | -------------------- | ----------------------------- | ----------------------- | --------------------------- | ---------------------------- | ------ |
|              | 延岡町          | 昭和5年4月1日 延岡町 | 昭和8年2月11日 市制           | 延岡市                  | 延岡市                      | 延岡市                       | 延岡市 |
|              | 岡富村          | 昭和5年4月1日 延岡町 | 昭和8年2月11日 市制           | 延岡市                  | 延岡市                      | 延岡市                       | 延岡市 |
|              | 恒富村          | 昭和5年4月1日 延岡町 | 昭和8年2月11日 市制           | 延岡市                  | 延岡市                      | 延岡市                       | 延岡市 |
|              | 伊形村          | 伊形村               | 昭和11年10月25日 延岡市に編入 | 延岡市                  | 延岡市                      | 延岡市                       | 延岡市 |
|              | 東海村          | 東海村               | 昭和11年10月25日 延岡市に編入 | 延岡市                  | 延岡市                      | 延岡市                       | 延岡市 |
|              | 南方村          | 南方村               | 南方村                        | 南方村                  | 昭和30年4月1日 延岡市に編入 | 延岡市                       | 延岡市 |
|              | 南浦村          | 南浦村               | 南浦村                        | 南浦村                  | 昭和30年4月1日 延岡市に編入 | 延岡市                       | 延岡市 |
|              | 北方村          | 北方村               | 北方村                        | 北方村                  | 昭和45年11月3日 町制        | 平成18年2月20日 延岡市に編入 | 延岡市 |
|              | 北浦村          | 北浦村               | 北浦村                        | 北浦村                  | 昭和47年11月1日 町制        | 平成18年2月20日 延岡市に編入 | 延岡市 |
|              | 北川村          | 北川村               | 北川村                        | 北川村                  | 昭和47年11月1日 町制        | 平成19年3月31日 延岡市に編入 | 延岡市 |
|              | 門川村          | 昭和10年2月11日 町制 | 昭和10年2月11日 町制          | 門川町                  | 門川町                      | 門川町                       | 門川町 |
|              | 細島町          | 細島町               | 昭和12年10月1日 富島町        | 昭和26年4月1日 日向市   | 日向市                      | 日向市                       | 日向市 |
|              | 富高村          | 大正10年10月1日 町制 | 昭和12年10月1日 富島町        | 昭和26年4月1日 日向市   | 日向市                      | 日向市                       | 日向市 |
|              | 岩脇村          | 岩脇村               | 岩脇村                        | 昭和26年4月1日 日向市   | 日向市                      | 日向市                       | 日向市 |
|              | 東郷村          | 東郷村               | 東郷村                        | 東郷村                  | 昭和44年4月1日 町制         | 平成18年2月25日 日向市に編入 | 日向市 |
|              | 西郷村          | 西郷村               | 西郷村                        | 西郷村                  | 西郷村                      | 平成18年1月1日 美郷町        | 美郷町 |
|              | 南郷村          | 南郷村               | 南郷村                        | 南郷村                  | 南郷村                      | 平成18年1月1日 美郷町        | 美郷町 |
|              | 北郷村          | 北郷村               | 北郷村                        | 北郷村                  | 北郷村                      | 平成18年1月1日 美郷町        | 美郷町 |
|              | 西臼杵郡 諸塚村 | 諸塚村               | 諸塚村                        | 昭和24年4月1日 東臼杵郡 | 諸塚村                      | 諸塚村                       | 諸塚村 |
|              | 西臼杵郡 椎葉村 | 椎葉村               | 椎葉村                        | 昭和24年4月1日 東臼杵郡 | 椎葉村                      | 椎葉村                       | 椎葉村 |

## 行政
歴代郡長
| 代 | 氏名 | 就任年月日                | 退任年月日                | 備考                   |
| -- | ---- | ------------------------- | ------------------------- | ---------------------- |
| 1  |      | 明治17年（1884年）1月26日 |                           |                        |
|    |      |                           | 大正15年（1926年）6月30日 | 郡役所廃止により、廃官 |

## 著名な出身者
- 山形理沙子（バレーボール選手 - トヨタ車体クインシーズ）